# Hyles tithymali gecki
Hyles tithymali gecki é uma subespécie de insetos lepidópteros, mais especificamente de traças, pertencente à família Sphingidae.
A autoridade científica da subespécie é de Freina, tendo sido descrita no ano de 1991.
Trata-se de uma subespécie presente no território português.